# Грецька церква Святого Георгія (Феодосія)
Церква Святого Георгія (грецька) — пам'ятка архітектури національного значення, охорон. номер 268/5, грецький православний храм XIV століття у Феодосії, частина комплекса Генуезької фортеці. Церква була частиною ансамблю Георгіївського монастиря, який у XV столітті розташовувався поза містом, на південь від стін зовнішнього оборонного кільця (район сучасних вул. Нахімова і Десантників). Храм неодноразово перебудовувався, купол був збудований у XIX ст.
У день св. Георгія у старовинному вірменському монастирі щорічно влаштовувалося престольне свято. На свято з'їжджалися з ближніх і дальніх сіл не тільки вірмени і татари, які вшановували згаданого святого. У монастирі і навколо нього розташовувалися на нічліг прибулі прочани. У XIV ст. цей храм був частиною православного монастиря на честь Св. Петра.

## Архітектура
Церква Георгія являє собою прямокутний в плані будинок, перекритий напівциркульним склепінням на підпружних арках. Відноситься до споруд зального типу та складена з буту (деякі частини облицьовані тесаним вапняком). Покрівля церкви Георгія двосхила і крита черепицею. Церква невелика за розмірами, що може свідчити про те, що парафіяни були небагатими.

## Сучасність
На початку ХІХ ст. в ній зберігались архівні документи. В даний час храм закритий для відвідування, потребує реставрації. Потрапити до нього можна тільки з допомогою екскурсовода.